# Nicolas Julin
Nicolas Julin, né à Liège le 27 novembre 1822 et mort dans sa ville natale le 17 novembre 1882 est un sculpteur et ciseleur belge. Il est aussi professeur de sculpture ornementale à l'Académie royale des beaux-arts de Liège de 1864 à 1882.

## Biographie
Né le 27 novembre 1822 à Liège,, Nicolas Joseph Julin est le fils de Nicolas Arnold Julin (1797-1849) et Marie Catherine Loncin (1799-1875). Destiné par sa famille à la profession de ciseleur, il entre en 1838 à l'Académie royale des beaux-arts de Liège pour y étudier la ciselure et la sculpture d'ornement, où « il ne tarde pas à se signaler par ses aptitudes et son ardeur au travail en remportant successivement les premières distinctions dans ces deux branches ». Et pourtant, « par suite de circonstances indépendantes de sa volonté et à l'âge où commencent les luttes de la vie, il doit interrompre forcément ses études pour se livrer à un travail pénible et à coup sûr, peu récompensé ».
Il s'adapte rapidement à « la pratique des arts décoratifs qui relèvent de la sculpture, c'est à dire [sic] la ciselure au repoussé, la gravure en creux et en relief, la sculpture en or, en argent, en ivoire et en bois ; les incrustations damasquinées, rasées ou ciselées ». Sculpteur et ornemaniste, il va se faire connaître en gravant de nombreuses camées en relief sur coquilles marines, dont un portrait de Léopold Ier qui est offert au roi. Ces œuvres lui valent une médaille en vermeil au Salon de Bruxelles de 1848, une médaille à l'Exposition universelle de 1851 à Londres, et une mention honorable à l'Exposition universelle de 1855 à Paris. Le plus gros de ses travaux se centre sur l'application de l'art aux armes et à l'orfèvrerie : il participe aux succès lors de plusieurs expositions universelles de diverses fabriques d'armes anglaises et allemandes, il réalise aussi des ciselures pour les cathédrales de Liège, Nancy, Bruges et Malines, et des incrustations d'armes pour Napoléon III, Charles de Morny et le pape Pie IX.
Le 29 octobre 1851 il épouse Françoise Catherine Julienne Geminick (1825-1875), avec qui il a neuf enfants : Louise Marie Arnoldine Victorine Julin en 1852 (qui décède en 1886), Georges Nicolas Joseph Julin en 1854, Marie Julienne Julin en 1856 (qui décède en 1898), Charles Barthelemi Julin en 1857, Léontine Françoise Berthe Julin en 1859, Emile Victor Julin en 1863 (qui décède en 1870), Louise Arnoldine Julin en 1865, Alice Louise Georgine Julin en 1868 et Albert Charles Julin en 1870.
Il est aussi professeur de modelage et composition d'ornements à l'Académie royale des beaux-arts de Liège de 1864 à 1882,,. Lors des obsèques de l'artiste, Prosper Drion retrace son parcours d'enseignant à l'Académie:

« Conscience loyale et droite, très attaché à son devoir, il se dévoue sans ménagement à cette mission de professeur si souvent ingrate. Dès son entrée en fonctions, il reconnaît bientôt que l'enseignement de l'art exige une instruction générale que les nécessités de la vie l'a empêché d'acquérir. Doué d'une volonté peu commune, il prolonge ses veilles pour parvenir à combler cette lacune de son éducation première. Il acquiert ainsi la connaissance de l'histoire générale de l'ornementation et des principes auxquels ont obéi les différentes écoles. À la suite de ses études et malgré la quantité de travaux dont il est surchargé, il entreprend la publication d'un cours de composition d'ornement qu'il est sur le point de terminer lorsque la mort vient le surprendre. »